# Amt Bürgel
Das Amt Bürgel war eine territoriale Verwaltungseinheit der Ernestinischen Herzogtümer. Es wurde 1526 aus dem Besitz des aufgelösten Klosters Bürgel gebildet. Das Amt gehörte seit seiner Gründung den Ernestinern, bei denen es auch nach 1547 verblieb. Von 1572 bis 1603 gehörte es zum Herzogtum Sachsen-Weimar, ab 1603 zum Herzogtum Sachsen-Altenburg, ab 1672 bis 1690 zum Herzogtum Sachsen-Jena, danach wieder zu Sachsen-Weimar und seit 1741 zum Herzogtum Sachsen-Weimar-Eisenach. Nach der Erhebung Sachsen-Weimar-Eisenachs zum Großherzogtum im Jahr 1815 erfuhr das Amt Bürgel im Jahr 1822 eine territoriale Erweiterung, wodurch es seitdem Amt Bürgel mit Tautenburg genannt wurde.
Bis zur Verwaltungs- und Gebietsreform des Großherzogtums Sachsen-Weimar-Eisenach im Jahr 1850 und der damit verbundenen Auflösung bildete das Amt den räumlichen Bezugspunkt für die Einforderung landesherrlicher Abgaben und Frondienste, für Polizei, Rechtsprechung und Heeresfolge.

## Geographische Lage
Das Amt Bürgel lag östlich der Saale auf der Saale-Elster-Sandsteinplatte zwischen Tautenburger Wald im Norden und Thüringer Holzland im Süden. Flüsse im Amt waren die Saalezuflüsse Gleise und der Gembdenbach. Das Gebiet des weimarischen Amts Bürgel ragte gen Südwesten in Altenburgisches Gebiet hinein, nur gen Nordosten war es mit dem weimarischen Hoheitsgebiet verbunden.
Das Amtsgebiet liegt heute in der östlichen Mitte des Freistaats Thüringen und gehörte zum Saale-Holzland-Kreis. Wogau ist Ortsteil der kreisfreien Stadt Jena.

## Angrenzende Verwaltungseinheiten
Amt Bürgel bis zum Wiener Kongress 1815
Folgende Ämter grenzten bis 1815 an das Amt Bürgel:
- Norden: Amt Tautenburg (Kurfürstentum Sachsen, ab 1806 Königreich Sachsen)
- Osten: Kreisamt Eisenberg (Südteil) (1572 zum Herzogtum Sachsen-Weimar, 1603 zum Herzogtum Sachsen-Altenburg, 1672–1680 und ab 1707 zum Herzogtum Sachsen-Gotha-Altenburg, 1680–1707 zum Herzogtum Sachsen-Eisenberg)
- Süden: Teil des Amts Leuchtenburg-Orlamünde (1572 zum Herzogtum Sachsen-Weimar, 1603 zum Herzogtum Sachsen-Altenburg, 1672 zum Herzogtum Sachsen-Gotha-Altenburg)
- Südwesten: Amt Roda (1572 zum Herzogtum Sachsen-Weimar, 1603 zum Herzogtum Sachsen-Altenburg, 1672–1680 und ab 1707 zum Herzogtum Sachsen-Gotha-Altenburg, 1680–1707 zum Herzogtum Sachsen-Eisenberg)
- Westen: Amt Jena (1572 zum Herzogtum Sachsen-Weimar, 1672 zum Herzogtum Sachsen-Jena, 1690 zum Herzogtum Sachsen-Eisenach, ab 1741 zum Herzogtum Sachsen-Weimar-Eisenach)
- Nordwesten: Amt Dornburg (1572 zum Herzogtum Sachsen-Weimar, 1603 zum Herzogtum Sachsen-Altenburg, 1672 zum Herzogtum Sachsen-Jena, 1690 zum Herzogtum Sachsen-Weimar, ab 1741 zum Herzogtum Sachsen-Weimar-Eisenach)

Amt Bürgel nach dem Wiener Kongress 1815 und der Vergrößerung um den Hauptteil des Amts Tautenburg 1822
Nach dem Wiener Kongress 1815 grenzte im Norden des Amts Bürgel der Hauptteil des an das Großherzogtum Sachsen-Weimar-Eisenach abgetretene Amt Tautenburg an. Nach dessen Vereinigung mit dem Amt Bürgel 1822 grenzte das Amt Bürgel mit Tautenburg an folgende Verwaltungseinheiten:
- Norden: Amt Camburg und Kreisamt Eisenberg (Nordteil) (Herzogtum Sachsen-Gotha-Altenburg, ab 1826 Herzogtum Sachsen-Meiningen)
- Nordosten: Landkreis Weißenfels (Königreich Preußen, Provinz Sachsen)
- Osten: Kreisamt Eisenberg (Südteil) (Herzogtum Sachsen-Gotha-Altenburg, ab 1826 zum Herzogtum Sachsen-Altenburg)
- Süden: Teil des Kreisamts Kahla  (Herzogtum Sachsen-Gotha-Altenburg, ab zum 1826 Herzogtum Sachsen-Altenburg)
- Südwesten: Amt Roda (Herzogtum Sachsen-Gotha-Altenburg, ab 1826 zum Herzogtum Sachsen-Altenburg)
- Westen: Amt Jena (Großherzogtum Sachsen-Weimar -Eisenach)
- Nordwesten: Amt Dornburg (Großherzogtum Sachsen-Weimar -Eisenach)

## Geschichte

### Kloster Bürgel 1188 bis 1525

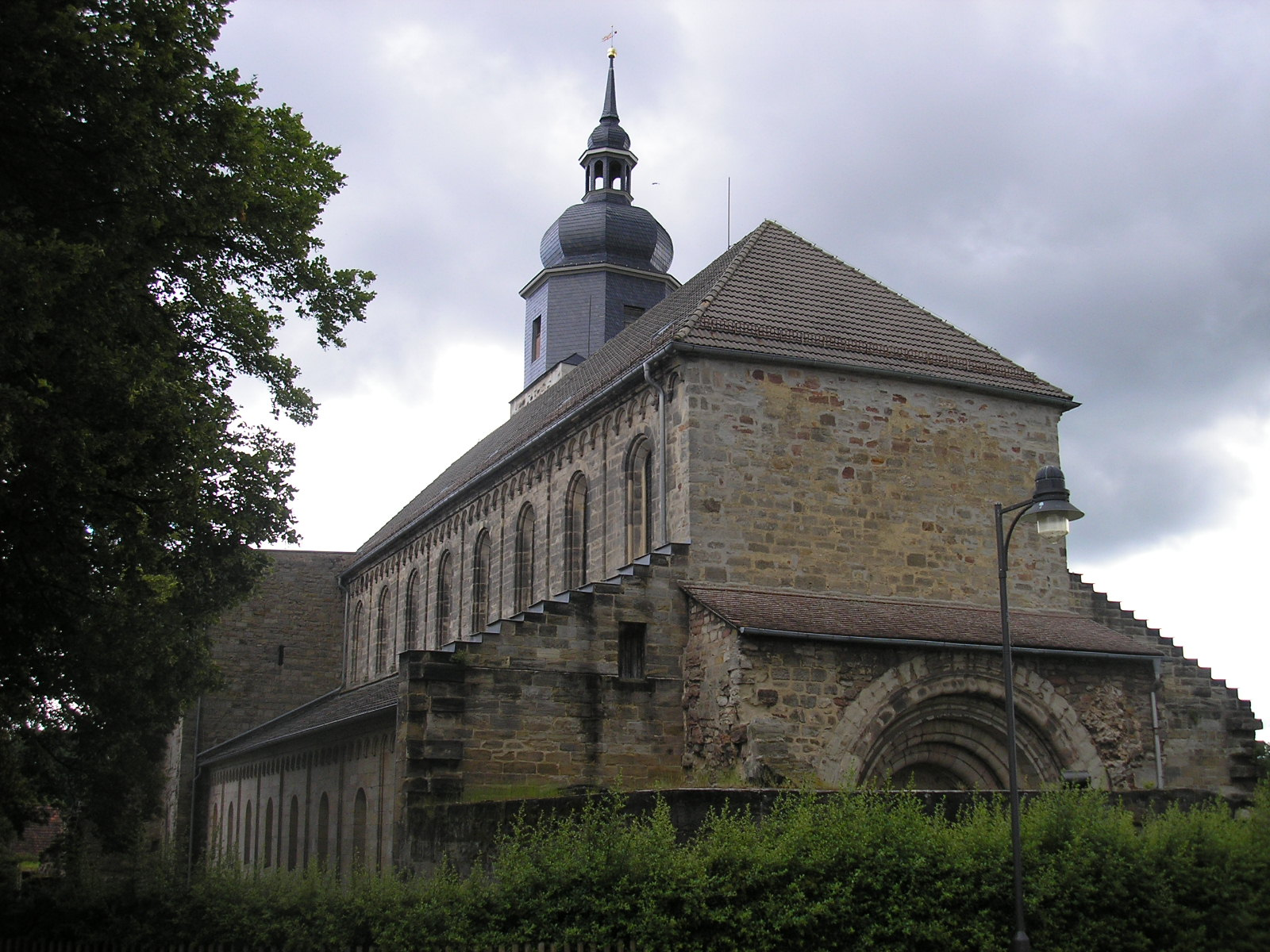
Klosterkirche Thalbürgel

Im frühen Mittelalter kreuzten sich im Bereich der heutigen Stadt Bürgel an der Furt über die Gleise zwei Fernhandelsstraßen. Auf dem südlich der heutigen Bürgeler Altstadt gelegenen Georgenberg existierte zu dieser Zeit eine Befestigung, die vermutlich dem Heiligen Georg geweiht war. Aus deren Namen Burgelin entwickelte sich ab Mitte des 16. Jahrhunderts der heutige Ortsname. Bürgel wurde erstmals urkundlich am 13. Februar 1133 als Ort erwähnt. 1234 wurde dann Bürgel als Stadt unter 24 Städten Thüringens erwähnt.
Zur gleichen Zeit der Ortserwähnung Bürgels ist auch die Stiftung des Klosters Bürgel am 13. Februar 1133 durch den Lausitzer Markgrafen Heinrich von Groitzsch und dessen Gemahlin Bertha belegt, welche durch Bischof Udo I. von Thüringen gestattet wurde. Auf dem Burgeliner Erbhof wurde eine congregatio monachorum (Mönchsgemeinschaft) eingerichtet. Die Vogtrechte gingen nach dem Tod des Markgrafen im Jahr 1135 auf die Wettiner über. Zu Beginn besaß das Bürgeler Kloster wenig landwirtschaftlichen Grundbesitz, es entwickelte sich aber im Laufe zweier Jahrhunderte zu einem wichtigen Wirtschaftsfaktor der feudalen Gesellschaft zwischen Saale und Weißer Elster. Durch geschickte Vermehrung seines Grundbesitzes kamen ganze Dörfer in klösterliches Eigentum. Dazu gehörten unter anderem Remderoda (1308), Wallichen bei Erfurt (1318), Bobeck (1325), Münchenroda (1330), Altlöbnitz (1352), Stiebritz (1358), Ziegenhain (1435) und Gerega (1451). In weiteren 20 Dörfern wurden Hofstätten und/oder große Flurstücke gekauft, darunter waren die acht Dörfer der nordöstlich von Bürgel gelegenen Landschaft Abtei. Auch in Erfurt erwarb das Kloster Grundbesitz sowie Weinberge im Saale- und Gleistal.
Während des Spätmittelalters markierte die mächtige Klosterkirche die bedeutende Stellung des Konvents in der Region. Der Rat der Stadt Bürgel hatte dem Abt des Klosters den Huldigungseid zu leisten. Die weltlichen Angelegenheiten der Bürgeler wurden im Kreuzgang geregelt, er war gewissermaßen der Regierungssitz oder die „Königshalle“ des Klosters. Sein Ende fand das Kloster Bürgel durch den Deutschen Bauernkrieg. 1525 wurden die letzten Benediktiner aus Bürgel vertrieben. Sie gingen in das Tochterkloster nach Remse bei Glauchau, bis 1533 auch dieses aufgelöst wurde.

### Amt Bürgel 1526 bis 1815
Infolge der Reformation in Thüringen wurde das Kloster 1526 aufgelöst und somit dem Verfall preisgegeben. Die Reste der Klosterkirche wurden unter dem Einfluss Philipp Melanchtons für die neu entstandene dörfliche Gemeinde als evangelisches Gotteshaus wieder nutzbar gemacht. Der klösterliche Besitz wurde vom ernestinischen Kurfürsten von Sachsen übernommen, welcher aus den ehemaligen Klostergebäuden das Kammergut Thalbürgel einrichtete. Der Freihof Gniebsdorf wurde zum Wirtschaftshof des Kammergutes Thalbürgel, das Vorwerk Kalthausen verfiel jedoch nach Auflösung des Klosters.
Die klösterlichen Rechte gingen an das nunmehrige kurfürstlich-sächsische „Amt Bürgel“ mit Sitz im Kloster über. Zu diesem Amt gehörten die Stadt Bürgel mit den Orten Gniebsdorf, Nausnitz, Taupadel, Kleinlöbichau, Gerega, Waldeck, Bobeck, Beulbar, Ilmsdorf und den Rittergütern Hetzdorf und Wogau. Die Bürgeler Amtsanteile am links der Saale liegenden Ort Stiebritz erwarb im Jahr 1544 die Familie von Denstedt, wodurch der Ort vollständig zum Amt Heusdorf kam.
Nach der Wittenberger Kapitulation 1547 verblieb das Amt Bürgel bei den Ernestinern. Bei der Erfurter Teilung des ernestinischen Herzogtums Sachsen kam das Amt Bürgel 1572 an das Herzogtum Sachsen-Weimar und bei dessen Teilung 1603 an das Herzogtum Sachsen-Altenburg. Nachdem die ältere Linie Sachsen-Altenburg im Jahr 1672 ausstarb, wurde das Amt Bürgel bei der nun erfolgten Landesteilung dem Herzogtum Sachsen-Weimar zugeteilt.
Das durch Anfall eines Teils von Sachsen-Altenburg vergrößerte Herzogtum Sachsen-Weimar teilte sich im gleichen Jahr erneut, wodurch das Amt Bürgel seit 1672 zum Herzogtum Sachsen-Jena gehörte. Nach dem Erlöschen dieses Herzogtums im Jahr 1690 erfolgte erneut eine Landesteilung, bei der das Amt Bürgel wiederum dem Herzogtum Sachsen-Weimar zugeteilt wurde. Mit der Vereinigung der Herzogtümer Sachsen-Weimar und Sachsen-Eisenach im Jahr 1741 gehörte das Amt Bürgel seitdem zum Herzogtum Sachsen-Weimar-Eisenach.

### Amt Bürgel mit Tautenburg 1815 bis 1850
Durch die Auswirkungen des Wiener Kongresses wurde das Herzogtum Sachsen-Weimar-Eisenach im Jahr 1815 zum Großherzogtum erhoben. Damit verbunden waren etliche Gebietszugewinne, unter anderem Teile des Thüringer Kreises des Königreichs Sachsen. Dem Amt Bürgel wurden 1822 neun Orte des Hauptteils des ehemaligen königlich-sächsischen Amts Tautenburg angegliedert, wodurch das Amt seitdem „Amt Bürgel mit Tautenburg“ genannt wurde. Das Rentamt befand sich seitdem in Frauenprießnitz, das Justizamt bis zu seiner Aufhebung 1879 in Bürgel.
1849/50 erfolgte im Großherzogtum Sachsen-Weimar-Eisenach die Trennung der Rechtsprechung von der Verwaltung. Dabei wurden auch die im Amt bestehenden Patrimonialgerichte aufgehoben. Das Amt Bürgel mit Tautenburg kam mit anderen Ämtern des Weimarer Kreises zum Verwaltungsbezirk Weimar II, der auch als II. Verwaltungsbezirk bezeichnet wurde und 1868 den Namen „Verwaltungsbezirk Apolda“ erhielt.
Für die Jurisdiktion des aufgehobenen Amts Bürgel mit Tautenburg wurde 1850 das Justizamt Bürgel errichtet. Mit Inkrafttreten des Gerichtsverfassungsgesetzes am 1. Oktober 1879 wurde das Justizamt Bürgel aufgelöst und dem Amtsgericht Jena unterstellt.

## Zugehörige Orte

### Orte, die bis 1815 das Amt Bürgel bildeten
Städte
- Bürgel

Amtsdörfer
| - Thalbürgel (Amtssitz) - Bobeck - Gerega - Gniebsdorf - Hetzdorf (Weimar. Anteil) | - Kleinlöbichau - Nausnitz - Taupadel - Waldeck |

Adelige Orte und Schatullgüter
- Beulbar
- Ilmsdorf
- Wogau

Klöster, Burgen und Schlösser
- Kloster Bürgel
- Burg Bürgel (auf dem Georgenberg)
- Große Rabsburg und Kleine Rabsburg (bei Bobeck)

Im Amt existierten im Mittelalter weitere Burgen, die aber zeitig wüst wurden.

### Orte des Amts Tautenburg, die 1822 dem Amt Bürgel angegliedert wurden
Dörfer
| - Tautenburg - Frauenprießnitz - Dothen - Grabsdorf - Mertendorf (bei Eisenberg) | - Poppendorf - Poxdorf - Rockau - Wetzdorf |

Burgen und Schlösser
- Burg Tautenburg
- Schloss Frauenprießnitz